# Free Your Mind Productions
Free Your Mind Productions war ein rechtsextremes US-amerikanisches Independent-Label, das die Nachfolge von Panzerfaust Records antrat. Sitz des Labels war Valdosta, Georgia.

## Labelgeschichte
2005 wurde Panzerfaust Records geschlossen, nachdem bekannt wurde, dass ihr Gründer Anthony Pierpont eine mexikanische Mutter hat und dass er in einer E-Mail davon erzählte, Sex mit asiatischen Prostituierten gehabt zu haben. Bryant Cecchini (auch bekannt unter dem Pseudonym Byron Calvert) übernahm die Kontrolle über die Website und leitete sie auf Free Your Mind Productions um. Sowohl Cecchini, ein in die Jahre gekommener Skinhead, als auch sein Partner Tom Martin, Webmaster der Seite, distanzierten sich in der Folge von Pierpont, um den angeschlagenen Ruf des Labels zu retten.
Wie die Vorläuferfirma arbeitete die Band mit den Hammerskins, der Volksfront und White Revolution zusammen und war für einige Jahre zusammen mit Resistance Records der größte Versandhandel und die wichtigste Plattenfirma der US-amerikanischen White-Power-Szene.
Free Your Mind Productions führte die Geschäfte von Panzerfaust Records nahtlos weiter. Unter anderem hatte das Label Zugriff auf den kompletten Backkatalog. Eigene Produktionen waren das Album One Less Reason to Smile von H8Machine, das H8Machine-Projekt Downright Hateful sowie Blood Red Eagles Album Burning Down the Churches.